# Копальні Роторуа
Копальні Роторуа – колишні гірничодобувні майданчики, що діяли на Північному острові Нової Зеландії. 
Район промислів прилягає до вулканічної кальдери Роторуа, в якій наразі знаходиться друге за розміром новозеландське озеро. Саме вулканічною діяльністю пояснюється наявність покладів сірки, які кілька раз намагались ввести у розробку. 
Перший етап робіт, яким послідовно опікувались два підприємці європейського походження, припав на період між 1889 та 1900 роками. Також відомо, що корінне населення – маорі – видобувало сірку в районах Тікітера та Тахеке (прилягають зі сходу та північного сходу до озера Роторуа), після чого транспортувало її по озеру для перевантаження на залізницю у містечку Роторуа (саме біля останнього на південному узбережжі знаходилось третє місце розробки – в районі Охінемуту). Сірку вивозили до Окленду, при цьому розміри партій могли досягати ста тонн (і як зазначив один з авторів – «це не було чимось незвичним»).
У 1917-му видобутком в Роторуа займалась Kempthorne Prosser Company's New Zealand Drug Company, що змогла вилучити 4,4 тисячі тонн сірки (ця компанія також мала заводи суперфосфату в Бернсайді та Вестфілді, що потребували сірку для виробництва сульфатної кислоти).
Також є відомості, що в 1993-му в Тікітере видобули 6,6 тисяч тонн сірки, проте ця активність не була тривалою.